# 科爾特冰原島峰
科爾特冰原島峰（英語：Court Nunatak）是南極洲的冰原島峰，位於帕爾默地，處於新貝德福德灣西岸，長6公里，海拔高度685米，在1940年12月由美國研究隊發現和拍攝空中照片，以該國的氣象學家命名，現時由南極條約體系管理。